# Wijdefjorden
Il Wijdefjord è il più lungo fiordo delle isole Svalbard, in Norvegia. Il fiordo è localizzato nel nord dell'isola di Spitsbergen, la più estesa. Il Wijdefjord è lungo 108 chilometri.